# 61e cérémonie des Filmfare Awards

La cérémonie des 61e Filmfare Awards, présentée par Shahrukh Khan et Kapil Sharma, s'est déroulée le 15 janvier 2016 à Mumbai, en Inde.

## Palmarès

### Récompenses populaires
| Catégorie                             | Lauréat |
| ------------------------------------- | --- |
| Meilleur film                         | Bajirao Mastani - réalisé par Sanjay Leela Bhansali - produit par Kishore Lulla et Sanjay Leela Bhansali - avec Ranveer Singh, Deepika Padukone et Priyanka Chopra |
| Meilleur réalisateur                  | Sanjay Leela Bhansali (Bajirao Mastani) |
| Meilleur acteur                       | Ranveer Singh (Bajirao Mastani) |
| Meilleure actrice                     | Deepika Padukone (Piku) |
| Meilleur acteur dans un second rôle   | Anil Kapoor (Dil Dhadakne Do) |
| Meilleure actrice dans un second rôle | Priyanka Chopra (Bajirao Mastani) |
| Meilleur espoir masculin              | Sooraj Pancholi (Hero (ja)) |
| Meilleur espoir féminin               | Bhumi Pednekar (Dum Laga Ke Haisha) |
| Meilleur réalisateur débutant         | Neeraj Ghaywan (Masaan) |
| Meilleure direction musicale          | Amaal Mallik, Ankit Tiwari et Meet Bros Anjjan (Roy) |
| Meilleur parolier                     | Irshad Kamil pour "Agar Tum Saath Ho" (Tamasha) |
| Meilleur chanteur de play-back        | Arijit Singh pour "Sooraj Dooba Hain" (Roy) |
| Meilleure chanteuse de play-back      | Shreya Ghoshal pour "Deewani Mastani" (Bajirao Mastani) |

### Récompenses décernées par les critiques
| Catégorie         | Lauréat |
| ----------------- | --- |
| Meilleur film     | Piku - réalisé par Shoojit Sircar - produit par N.P. Singh, Ronnie Lahiri et Sneha Rajani - avec Amitabh Bachchan, Deepika Padukone et Irfan Khan |
| Meilleur acteur   | Amitabh Bachchan (Piku) |
| Meilleure actrice | Kangana Ranaut (Tanu Weds Manu Returns) |

### Récompenses techniques
| Catégorie                          | Lauréat                                                  |
| ---------------------------------- | -------------------------------------------------------- |
| Meilleure histoire                 | K. V. Vijayendra Prasad (Bajrangi Bhaijaan)              |
| Meilleur scénario                  | Juhi Chaturvedi (Piku)                                   |
| Meilleur dialogue                  | Himanshu Sharma (Tanu Weds Manu Returns)                 |
| Meilleur montage                   | A. Sreekar Prasad (Talvar)                               |
| Meilleure chorégraphie             | Birju Maharaj pour "Mohe Rang Do Laal" (Bajirao Mastani) |
| Meilleure photographie             | Manu Anand (Dum Laga Ke Haisha)                          |
| Meilleure direction artistique     | Birju Maharaj (Bajirao Mastani)                          |
| Meilleur son                       | Shajith Koyeri (Talvar'')                                |
| Meilleurs costumes                 | Anju Modi et Maxima Basu (Bajirao Mastani)               |
| Meilleure musique d'accompagnement | Anupam Roy (Piku)                                        |
| Meilleurs effets spéciaux          | Prana Studios (Bombay Velvet)                            |
| Meilleure action                   | Sham Kaushal (Bajirao Mastani)                           |